# Gotenica
Gotenica is een plaats in Slovenië en maakt deel uit van de gemeente Kočevje in de NUTS-3-regio Jugovzhodna Slovenija.